# Lepnica bezłodygowa

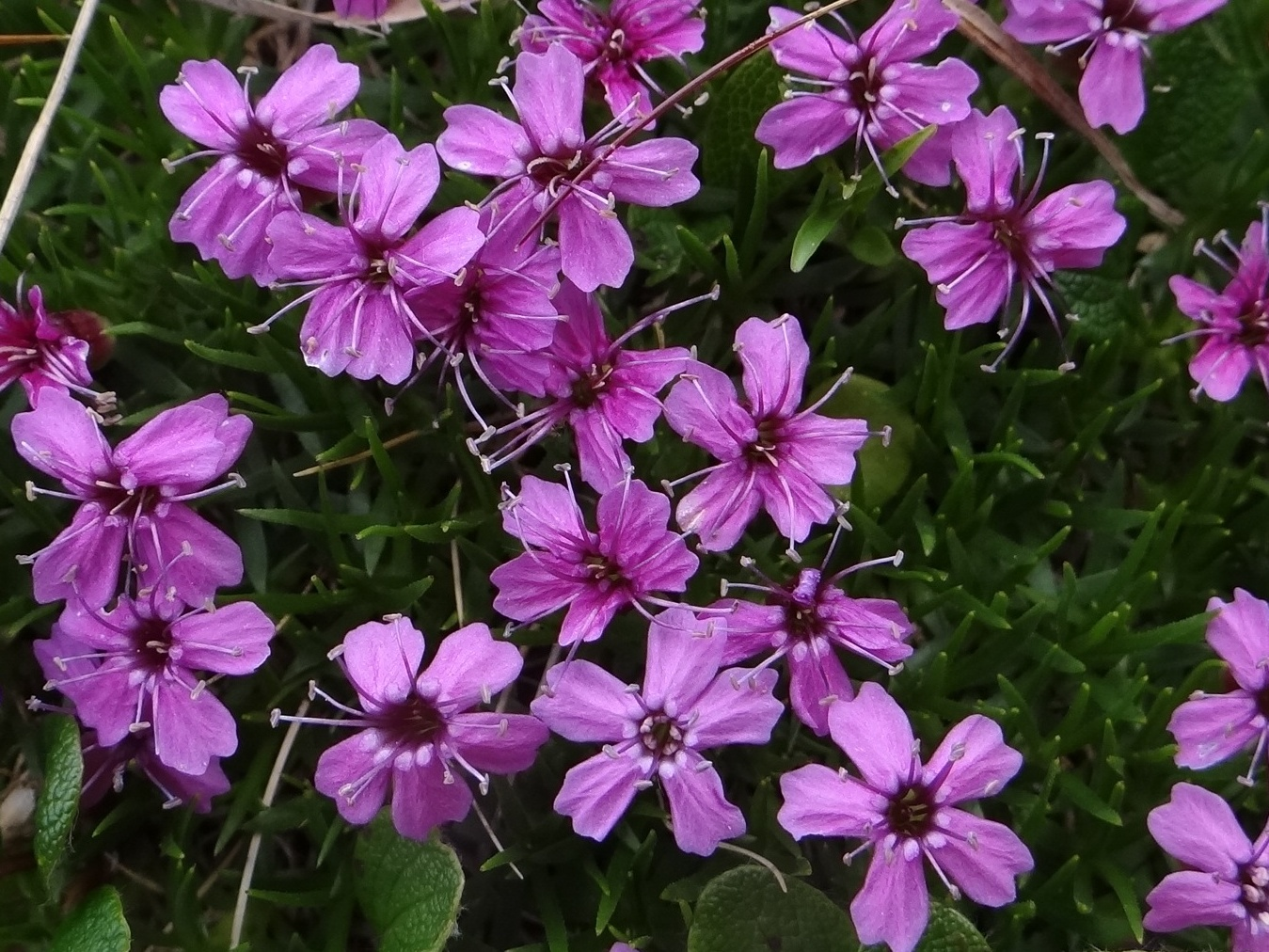
Kwiaty lepnicy bezłodygowej

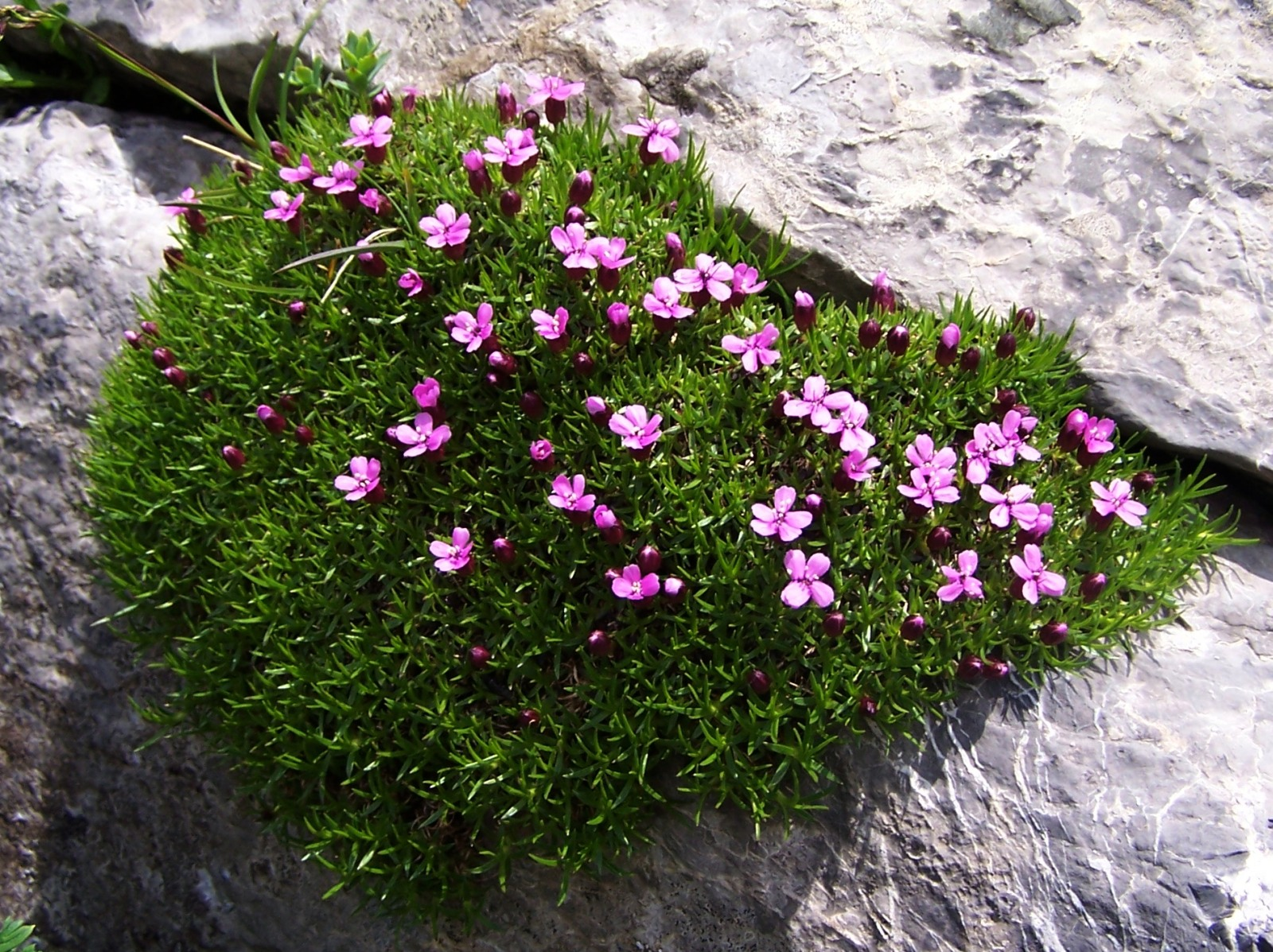
Lepnica bezłodygowa w polskich Tatrach

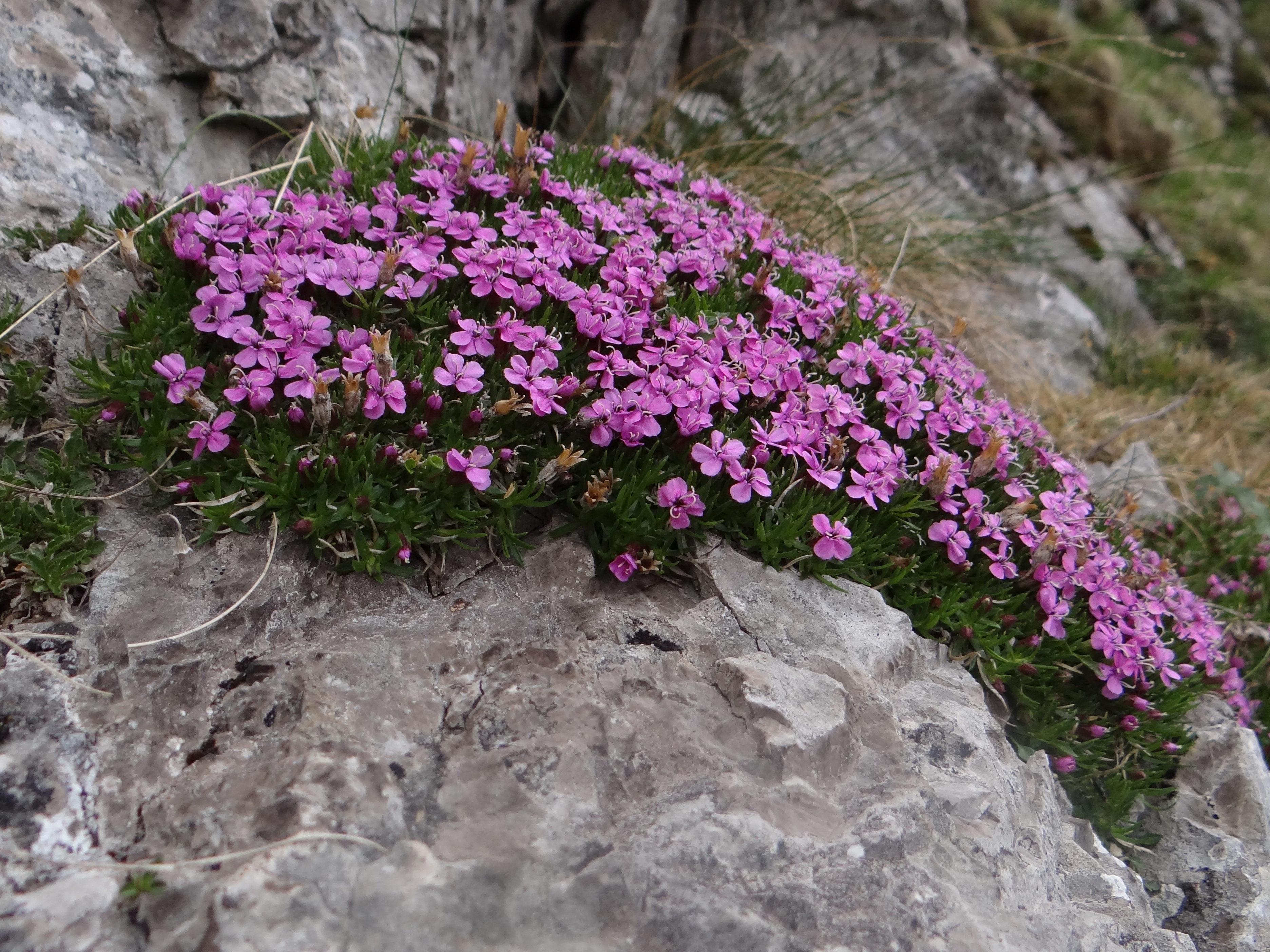
Również w Tatrach

Lepnica bezłodygowa (Silene acaulis (L.) Jacq.) – gatunek rośliny należący do rodziny goździkowatych. Nazywana potocznie „kwitnącym mchem”. Występuje wokółbiegunowo w północnych częściach Azji, Europy i Ameryki Północnej oraz w górach Europy. W Polsce rośnie tylko w Tatrach. Jest też uprawiana.

## Morfologia
PokrójTypowa roślina poduszkowa, bardzo niska, jej pędy i liście tworzą półkuliste poduszki o wysokości ok. 5 cm, przypominające nieco mech.
LiścieRównowąskie, drobne, skórzaste, 1-nerwowe o zaostrzonych końcach i orzęsione na brzegach. Dolne liście w poduszce obumierają.
KwiatyKwiaty wyrastają na szczytach łodyg, różowe do purpuroworóżowych, o średnicy 1–2 cm. Kielich zrośnięty, 5-ząbkowy, z wyraźnymi nerwami. Korona składa się z 5 wolnych płatków o brzegach sercowato wciętych, z długim paznokciem. W miejscu, gdzie płatki zwężają się w paznokieć występuje przykoronek. W środku kwiatu pojedynczy słupek i 10 pręcików o białych pylnikach.
OwocPodłużna torebka, pękająca od góry pięcioma ząbkami. Przez pęknięcia wysypują się drobne, czarniawe nasiona.
KorzeniePojedyncza poduszka lepnicy ma zawsze jeden tylko korzeń, sięgający do 130 cm w głąb i umożliwiający roślinie bytowanie na niedostępnych, kamienistych zboczach.

## Biologia i ekologia
RozwójBylina, hemikryptofit. Kwitnie od maja do września, zapylana jest przez owady.
SiedliskoPorasta upłazy, strome zbocza i piargi. Rośnie zarówno na wapieniu, jak i na podłożu granitowym (różne podgat.). W Tatrach wychodzi nawet na wysokość ok. 2600 m n.p.m., główne obszary jej występowania to trzy najwyższe piętra: kosówki, halne i turniowe. Schodzi jednak również niżej, do 1000 m n.p.m. Jest bardzo wytrzymała na przymrozki – obserwowano, że nieraz całkowicie ulegała zmrożeniu i zlodowaceniu przez kilka nocy z rzędu, po czym w dzień ogrzana promieniami słońca odmarzała i kwitła dalej.

## Zmienność
Występują dwa podgatunki:
- Silene acaulis L. subsp. norica Vierhapper[8] (lepnica norycka[9][8]) – występuje na granicie. W klasyfikacji zbiorowisk roślinnych gatunek charakterystyczny dla klasy (Cl.) Juncetea trifidi, Ass. Sileno conicae-Cetrarietum[10].
- Silene acaulis L. subsp. pannonica Vierhapper[8] (lepnica pannońska[8]) – występuje na wapieniu. W klasyfikacji zbiorowisk roślinnych gatunek charakterystyczny dla związku (All.) Seslerion tatrae[10].

## Zastosowanie i uprawa
Jest uprawiana jako roślina ozdobna, szczególnie nadaje się do ogródków skalnych, zwłaszcza do obsadzania szczelin skalnych, murków, luk między kamieniami. Uprawiana w ogródkach zwykle nie kwitnie jednak tak obficie, jak w naturze. Mrozoodporność rośliny jest duża, może być uprawiana w strefach klimatycznych 2-9. Obficiej, niż typowa, dziko rosnąca forma kwitną uprawne kultywary, np. `Floribunda`. Lepnica bezłodygowa najlepiej rośnie na podłożu złożonym z mieszanki żwiru, próchnicy, kawałków skał i niedużej ilości gliny. Najlepsze jest stanowisko słoneczne, ale przysłonięte od południowej strony. Roślinę rozmnaża się przez sadzonkowanie pędów w inspekcie, można też przez wysiew nasion zaraz po ich zebraniu. Konieczne jest częste odnawianie rośliny, gdyż stare poduszki są mało żywotne i słabo kwitną. 